# Erling Nielsen
Pour les articles homonymes, voir Nielsen.
Erling Nielsen est un footballeur danois né le 2 janvier 1935 à Odense et mort le 15 septembre 1996. Il évoluait au poste de milieu de terrain.

## Biographie

### En club
Il joue durant toute sa carrière dans le club de sa ville, le B 1909 Odense.

### En équipe nationale
International danois, il reçoit 3 sélections en équipe du Danemark entre 1958 et 1964. 
Il joue son premier match en équipe nationale le 14 septembre 1958 contre la Finlande.
Il fait partie du groupe danois lors de l'Euro 1964 et dispute les deux matchs de la phase finale.

## Carrière
- 1954-1964 :  B 1909 Odense

## Palmarès
- Champion du Danemark en 1959 et 1964
- Vainqueur de la Coupe du Danemark en 1962